# Fran Saleški Finžgar
Fran Saleški Finžgar (Dosloviče, 9 febbraio 1871 – Lubiana, 2 giugno 1962) è stato uno scrittore e presbitero sloveno.
Può essere considerato il più popolare prosatore sloveno, sia per le sue novelle sia per i suoi brevi romanzi.Come sacerdote esercitò il proprio ministero in varie località, e per ultima Lubiana.

## Biografia
Nacque in una povera famiglia nel villaggio di Dosloviče ai tempi dell'Impero austro-ungarico. Dopo aver frequentato le scuole primarie nella città di 
Radovljica, proseguì i suoi studi sia per le secondarie sia per il corso teologico a Lubiana, tra il 1882 e il 1894. In quest'ultimo anno fu ordinato prete e incominciò ad esercitare il proprio ministero.
Politicamente fu molto vicino agli attivisti cattolici sloveni e al loro leader Janez Evangelist Krek, ma durante la seconda guerra mondiale collaborò con il Fronte di Liberazione del Popolo Sloveno, di matrice comunista, cosa che gli creò qualche problema con la Chiesa cattolica.
Finžgar incominciò la sua carriera letteraria come poeta, per poi passare alla prosa. Si mise in evidenza con il romanzo Iz modernega sveta ("Dal mondo moderno", 1904), con il quale approfondì, con una visione ottimistica e speranzosa, le contraddizioni, le problematiche e i conflitti fra lavoratori e capitalisti, ma ancora più rinomanza la ebbe con le sue novelle storico-patriottiche, in stile neo-romantico, scritte nel biennio 1906 e 1907 e con il romanzo Pod svobodnim soncem ("Sotto il libero sole", 1907), dove rievocò temi leggendari e fantastici, miscelandoli con eventi reali e storici, quali la descrizione dell'arrivo degli slavi nella penisola balcanica e la loro collocazione in questo nuovo territorio.
Lo scrittore si occupò ancora di un argomento storico, come il tramonto dell'impero napoleonico, con il dramma Naša kri ("Il nostro sangue", 1912). In quest'opera, l'autore sottolineò l'importanza e la positività del ritorno del potere asburgico per il popolo slavo, seppur a scapito di un regime democratico.
Dal 1913, dopo aver studiato attentamente le teorie del critico Ivan Cankar, si scrollò di dosso, almeno in parte, una certa dose di moralismo e nel racconto Dekla Ančka ("Ancka la serva", 1913) si impegnò a descrivere anche temi scabrosi, come quello degli amori della gente comune e dei poveracci.
Nel suo lavoro più riuscito Finžgar prese spunto dagli eventi bellici della prima guerra mondiale. L'opera si intitolò Prerokovana ("La profetizzata", 1917), fu stampata su un periodico e venne tagliata notevolmente dalla censura.  Descrisse con uno sfondo tragico tutto il clima e l'atmosfera di un'epoca drammatica che colpì non solo i singoli individui ma tutta l'umanità. I capitoli centrali dell'opera segnarono, probabilmente, il livello letterario più alto dell'autore: se l'opera è incentrata sul personaggio di Franca Jancarica, i vari tristi destini di tutte le figure si intrecciano in modo indissolubile e irreparabile, esprimendo pienamente tutta la tragedia collettiva di quegli anni.
Il pessimismo riecheggiò anche nel dramma in tre atti Razvalina življienja ("La rovina della vita", 1921), cupo riquadro del degrado della vita familiare contadina patriarcale.
Un crescente tono più ottimistico invece caratterizzarono la novella Beli ženin ("Il fidanzato bianco", 1925) e il racconto Strici ("Gli zii", 1927), che prospettarono speranzosamente una nuova epoca più felice, eticamente, moralmente e socialmente.
Finžgar scrisse vari brevi racconti per bambini, il più conosciuto dei quali è Gospod Hudournik ("Signor Hudournik", 1935). Inoltre si dilettò anche a molti lavori teatrali, ed alle traduzioni in sloveno del poeta austriaco Peter Rosegger.
Membro dell'Accademia slovena delle Scienze e delle Arti, Finžgar rimase attivo fino agli ultimi anni di vita, occupandosi soprattutto di tematiche agresti.

## Opere principali
- Gozdarjev sin, romanzo, 1893;
- Zaroka o polnoči, saggio storico, 1894;
- Deteljica, saggio storico, 1899;
- Kvišku, 1899;
- Kaj bi bilo vzrok moderni novi struji pa P. L. Coloma in njegov realizem, saggio, 1899;
- Stara in nova hiša, romanzo, 1900;
- Dovolj pokore, romanzo, 1901;
- Divji lovec, dramma in quattro atti, 1902;
- Iz modernega sveta, romanzo, 1904;
- Dr. France Prešeren, saggio, 1904;
- Pod svobodnim soncem, romanzo, 1906/07;
- Študent naj bo., 1909;
- Nna petelina, 1910;
- Ecce homo!, 1911;
- Naša kri, dramma in quattro atti, 1912;
- Dekla Ančka, 1913;
- Veriga, dramma in tre atti, 1914;
- Prerokovana, stampe della prima guerra mondiale, 1915/19;
- Dominsvetovci, saggio 1917;
- Razvalina življenja, dramma in tre atti, 1921;
- Strici, 1927;
- Gospod Hudournik, 1941;
- Mirna pota, 1952;
- Iz mladih dni, racconti, 1953;
- Gostač Matevž, 1954;
- Leta mojega popotovanja, 1957;
- Iveri, 1959.